# Али ибн Абу Талиб
Абу-ль-Хаса́н Али́ ибн Абу́ Та́либ аль-Ха́шими аль-Кураши́ (араб. أبو الحسن علي بن أبي طالب الهاشمي القرشي‎ [ʕaliː ibn ʔæbiː t̪ˤɑːlib]; 17 марта 599, Мекка, возможно Кааба — 28 января 661, эль-Куфа) — арабский государственный, религиозный, политический и военный деятель. Четвёртый праведный халиф, правивший в 656—661 годах. Двоюродный брат, зять и сподвижник исламского пророка Мухаммеда. Шииты почитают Али как первого имама и как святого, особыми узами близости связанного с Мухаммедом, как праведника, воина и вождя. Сунниты рассматривают его как последнего из четырёх праведных халифов и одного из «десяти обрадованных раем». По преданию, похоронен под Эль-Куфой, где впоследствии возникла шиитская святыня — город Эн-Наджаф. Согласно мусульманским источникам, единственный человек, который мог родиться в Каабе. Первый ребёнок и первый среди лиц мужского пола, принявший ислам. Во время своего правления получил титул амир аль-муминин («повелитель правоверных»).
Главным доказательством преемственных полномочий Али для шиитов является событие в Гадир Хумм; 18 зу-ль-хиджа 10/16 марта 632 года, возвращаясь из прощального паломничества, Мухаммед остановился в этом местечке между Меккой и Мединой, чтобы объявить сопровождающим его паломникам следующее. Взяв Али за руку, он произнёс известную фразу «ман кунту мавлаху фа-Али мавлаху» («кому я господин, тому и Али также господин»), что, полагают шииты, сделало Али преемником Мухаммеда. Это событие — духовное назначение Али ибн Абу Талиба — отмечается как один из самых важных шиитских праздников.
Али был активным участником всех важных событий ранней истории ислама и всех битв, которые Мухаммеду пришлось вести с противниками своего вероучения. Али стал халифом после убийства взбунтовавшимися солдатами халифа Усмана. Различные события стали причиной гражданской войны с Муавией, а в конце гибелью халифа от рук убийцы-хариджита — Абдуррахмана ибн Мулджама.
В истории ислама Али является трагической фигурой. Ему приписывается большое количество изречений и писем, составивших сборник «Путь Красноречия» («Нахдж аль-балага», XI в.), один из самых авторитетных источников шиитского вероучения. Среднеазиатская легенда утверждает, что у Али семь могил, ибо хоронившие его люди видели, как вместо одного верблюда с телом Али стало семь и все они пошли в разные стороны.

## История жизни

### Ранние годы
Его полное имя: Абуль-Хасан Али ибн Абу Талиб ибн Абд аль-Мутталиб ибн Хашим ибн Абд аль-Манаф аль-Кураши. Его также называли Абу Турабом, Асадуллах и Хайдаром. Мухаммед называл его Муртадой («заслужившим довольство», «избранным») и Маула («любимый»).
Согласно ранним исламским источникам, Али родился в Мекке 17 марта 599 в семье главы клана Бану Хашим племени курайшитов Абу Талиба и Фатимы бинт Асад. Точное место его рождения является предметом обширной дискуссии в научном сообществе. Многие ранние исламские источники и более поздние как шиитские, так и суннитские историки пишут о том, что Али является единственным в истории человеком, который родился в священной Каабе. Среди известных сторонников — аль-Масуди, Мухаммад ибн Тальха, Сибт ибн аль-Джаузи, Аббас Махмуд аль-Аккад и многие другие исламские историки различных эпох. Отец Али — Абу Талиб приходился родным братом Абдуллаху, отцу Мухаммеда. После смерти родителей, Мухаммед несколько лет воспитывался в семье дяди. В свою очередь, когда Абу Талиб разорился, а дела Мухаммеда вследствие женитьбы на Хадидже, напротив, пошли на лад, он взял себе на воспитание Али.
Когда Али исполнилось девять или десять лет, он принял ислам и стал первым ребёнком и представителем мужского пола, принявшим ислам. На протяжении всего мекканского периода его жизни Али не отлучался от Мухаммеда. Перед переселением Мухаммеда в Медину, мекканцы попытались убить его. Когда заговорщики вошли в его дом, то обнаружили там Али, который, рискуя своей жизнью, занял место Мухаммеда, уже направлявшегося в Медину, и отвлёк их внимание. Через некоторое время Али также отправился в Медину.

### Сражения

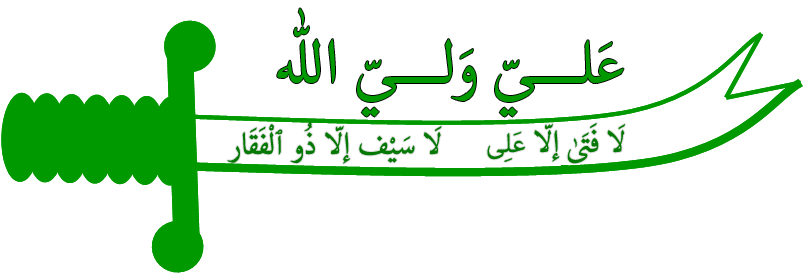
Меч Зульфикар

Первое сражение между мусульманами и курайшитами состоялось возле селения Бадр; Али был в нём знаменосцем. Бой начался с поединка между Утбой ибн Рабиа, его братом Шайбой и сыном Валидом ибн Мугирой от мекканской стороны и Али, дядей Мухаммеда Хамзой и Убайдой ибн аль-Харисом от мусульманской. Али сразился с Валидом ибн Мугирой и убил его. После этого он и Хамза поспешил на помощь к получившему ранение аль-Харису и, зарубив его противника Шайбу, унесли аль-Хариса с поля боя. Битва при Бадре стала первой победой мусульман. За свой героизм при Битве у рва Али получил прозвище Асадулла «Лев Аллаха». При разделе трофеев, захваченных в ходе сражения, Мухаммед взял себе меч Зульфикар, принадлежавший до этого мекканцу Мунаббиху ибн Хаджжаджу. После смерти Мухаммеда меч перешёл к Али, по другой версии Али получил Зульфикар от Мухаммеда в подарок.
В марте 625 года силы мусульман и курайшитов сошлись у горы Ухуд. Битва началась с поединка между Али и Талхой ибн Абу Талхой. Победителем в этом бою оказался Али, что послужило сигналом к атаке мусульман. В этом сражении Али получил 16 ран. Битва при Ухуде обернулась первым и единственным поражением мусульман.

### Али и первые халифы
Мухаммед, возвращаясь из своего последнего паломничества, остановился в местечке Гадир Хум, находящемся между Меккой и Мединой. Здесь он сделал заявление в адрес Али, которое было по-разному интерпретировано. Мухаммед заявил, что Али — его наследник и брат и те, кто приняли Мухаммеда как мавла, должны принять Али как его мавла. Шииты убеждены, что таким образом Мухаммед объявил Али своим преемником. Сунниты, наоборот, рассматривают это как выражение близости Мухаммеда к своему двоюродному брату, зятю и как пожелание, чтоб Али унаследовал его семейные обязанности после смерти.

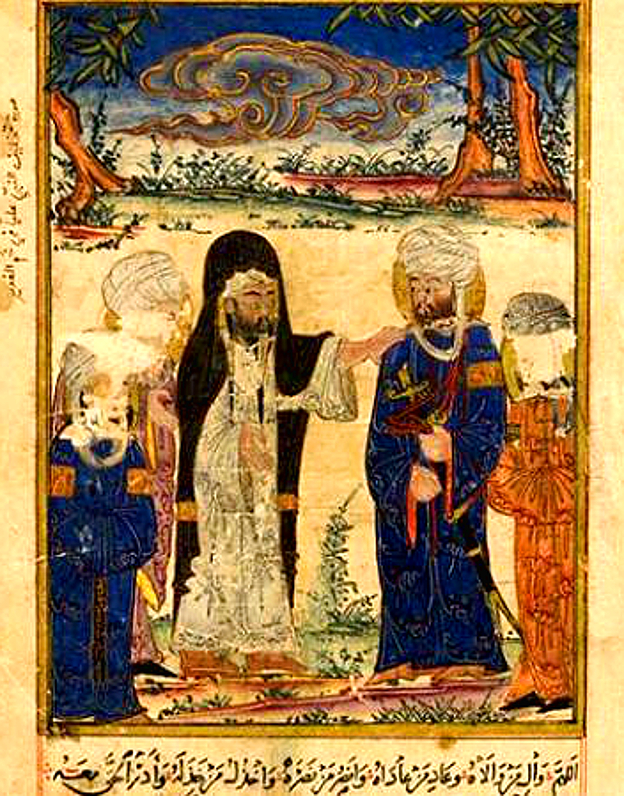
Инвеститура Али в Гадир Хумме

Мухаммед скончался в 632 году в своём доме в Медине. Тотчас после его смерти в квартале бану са’ида собралась группа ансаров, чтоб решить вопрос о преемнике. К ним вскоре присоединились Умар, Абу Бакр, Абу Убайда и ещё несколько мухаджиров. Али и семья Мухаммеда в это время были заняты подготовкой его похорон. Большинство присутствующих склонялись к избранию вождя мединского племени хазраджитов Сада ибн Убаду, но ауситы колебались в таком выборе, да и часть хазраджитов полагала, что родственники Мухаммеда обладают бо́льшими правами на наследование его власти. При избрании нового главы общины только три сподвижника (Абу Зарр аль-Гифари, аль-Микдад ибн аль-Асвад и перс Сальман аль-Фариси) выступили сторонниками прав Али на власть, но их не стали слушать. Появление Абу Бакра и его спутников сразу изменило обстановку. Собрание в итоге присягнуло Абу Бакру и тот, приняв звание «заместителя посланника Аллаха» — халифа расули-л-лахи, или просто халифа, стал во главе мусульманской общины. Али не протестовал, но отошёл от общественной жизни и посвятил себя изучению и преподаванию Корана.
По кончине Абу Бакр назвал своим преемником Умара, а тот, умирая, назвал имена шести наиболее уважаемых ветеранов ислама (Али, Усман, Саад ибн Абу Ваккас, аз-Зубайр, Тальха и Абдуррахман ибн Ауф) и велел им выбрать из своей среды нового халифа. Талха в это время отсутствовал в Медине, а Абдуррахман ибн Ауф отказался от претензий на власть и взял на себя инициативу организации переговоров. Таким образом претендентов осталось всего четверо: Али, Усман, Саад и аз-Зубайр. Участники совета «шести» собрались в одном из домов около мечети, после чего начались трёхдневные переговоры.
- По версии аль-Мисвара ибн Махрама, племянника Абдуррахмана ибн Ауфа, избрание проходило следующим образом. Абдуррахман обратился к каждому из претендентов с вопросом, кого бы они выбрали, если не изберут их самих. Али, аз-Зубайр и Саад указали на Усмана, а Усман — на Али. Необходимо теперь было прийти к общему мнению. Абдуррахман, собрав всех претендентов, сказал: «Вы не сошлись на одном из этих двоих, Али и Усмане». Взяв руку Али, он спросил его: «Клянешься ли ты следовать книге Аллаха и обычаю пророка и деяниям Абу Бакра и Умара?». Али сделал оговорку: «О боже! Нет, клянусь только стараться делать это в меру сил». Когда с этим же вопросом Абдуррахман обратился к Усману, то тот ответил утвердительно без всяких оговорок. Затем Абдуррахман возгласил: «О боже. Слушай и свидетельствуй. О боже, возлагаю то, что лежало на моей шее, на шею Усмана!»[23].
- Согласно сведениям, исходящих от Амра ибн Маймуна, переговоры проходили не столь успешно, как это было описано аль-Мисваром. Дядя Мухаммеда и Али — Аббас в самом начале говорил Али, что Саад ибн Абу Ваккас не пойдёт против своего двоюродного брата Абдуррахмана ибн Ауфа, а последний — свояк Усмана. Он предрекал, что либо Усман выберет Абдуррахмана, либо наоборот, что сами выборщики подчинятся авторитету Абдуррахмана ибн Ауфа[24].
- Иначе эти события изложены у Ибн Маймуна, пересказывающего со слов информатора-куфийца. По этой версии до Али и Усмана Абдуррахман ибн Ауф призвал аз-Зубайра и Саада ибн Абу Ваккаса и обратился к ним с вопросом, кого из потомком Абд-Манафа (то есть Али или Усмана) они выбирают. Аз-Зубайр высказался за Али. Саад ибн Абу Ваккас сказал, что он был бы за Абдуррахмана, но если делать выбор между теми двоими, то он за Али. На следующий день Абдуррахман ибн Ауф, собрав ансаров, мухаджиров и военачальников, обратился к ним за их мнением. Аммар ибн Ясир, один из самых известных сподвижников Мухаммеда, высказался в поддержку Али. За ним эту точку зрения подхватили аль-Микдад, Ибн Абу Сарх и Абдуллах ибн Абу Рабиа. После того, как Абдуррахман ибн Ауф объявил халифом Усмана, Али обвинил его в пристрастности. Между аль-Микдадом и Абдуррахманом ибн Ауфом произошёл спор[24].

Несмотря на всё вышеперечисленное, новым халифом в итоге стал Усман ибн Аффан, принадлежащий к влиятельному роду Омейядов, который после его убийства начнёт войну против Али.

## Халиф
Спустя три дня после убийства Усмана новым халифом избрали Али. На следующий день после присяги он выступил с речью в мечети, сказав:

Когда был взят посланник Аллаха — да благословит его Аллах и да приветствует, — то люди сделали его заместителем (халифом) Абу Бакра, потом Абу Бакр сделал своим заместителем Умара, который шёл по его пути. Потом он назначил совет из шестерых, и они решили это дело в пользу Усмана, который делал то, что было вам ненавистно, а что — вы знаете [сами]. Затем его осаждали и убили. А затем вы по своей воле пришли ко мне и просили меня. А я — такой же, как вы: мне полагается то же, что вам, и на мне лежат те же [обязанности], что на вас. Аллах открыл врата между вами и убийством, и наступили смуты, как наступает ночная тьма. И не справиться с этими делами никому, кроме терпеливых и прозорливых и понимающих ход дел. Я поставлю вас на путь Пророка вашего и исполнения того, что он повелел, если вы будете повиноваться мне и Аллаху… Воистину, Аллах с высоты своих небес и Трона видит, что мне не хотелось власти над общиной Мухаммада, пока ваше мнение не было единым, но когда ваше мнение стало единым, то я не мог оставить вас…

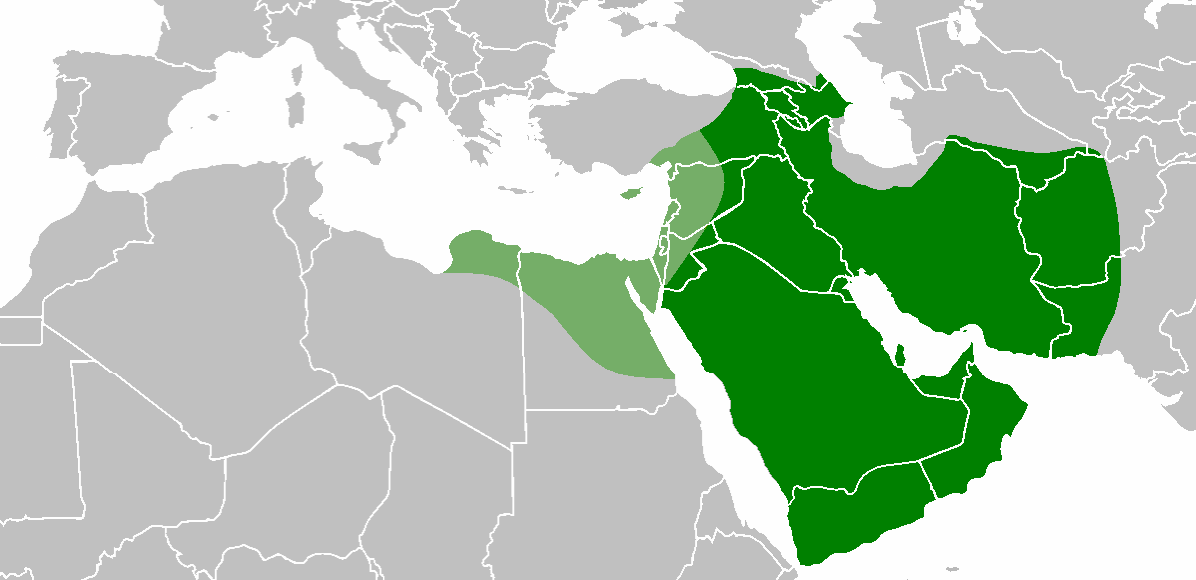
Халифат при Али в 661 году.

### Гражданская война в Халифате
Приняв бразды правления, Али достаточно быстро установил порядок в Медине. Его власть признали в Египте, Ираке и Йемене. Однако наместник Сирии и родственник Усмана — Муавия отказался присягать новому халифу как человеку (как он считал), запятнавшему себя связью с убийцами халифа Усмана. Он выставил в Дамасской мечети окровавленную рубашку Усмана и обрубленные пальцы его жены Наилы. Отказался признать Али халифом также полководец Саад ибн Абу Ваккас.
Однако много противников Али было также и в Аравии. Большинство из них переехало из Медины в Мекку, где была жена Мухаммеда Аиша, недовольная тем, что Али не торопится с наказанием убийц халифа Усмана.

#### Верблюжья битва
В августе 656 года, когда разрыв с Муавией сделался окончательным, Али стал готовиться к войне с ним. Но первыми выступили против него мекканцы, возглавляемые Тальхой, двоюродным братом аз-Зубайром и женой Мухаммеда Аишей. Они возмутили жителей Басры, где вскоре по их призыву были схвачены и перебиты многие участники убийства Усмана. Однако соседняя Куфа приняла сторону Али.
Вскоре халиф во главе 12-тысячного войска (в основном из жителей Куфы) подошёл к непокорной Басре. В декабре произошло сражение, закончившееся победой Али. На его стороне сражались многие известные ансары, среди которых Абу Айюб аль-Ансари, Аммар ибн Ясир, Кайс ибн Са'д. Тальха был ранен стрелой в ногу и вскоре скончался от потери крови. Вероятно, после гибели Тальхи басрийцы дрогнули и начали отступать. Не сумевший их остановить, аз-Зубайр в одиночку бежал с поле боя, направившись к Вади ас-Сиба, где был убит одним бедуином. Решающая схватка завязалась вокруг верблюда, на котором восседала Аиша, отчего это сражение получило название «битва верблюда». В конце концов воинам Али удалось прорваться к верблюду и перерезать ему поджилки, после чего животное вместе с Аишей рухнуло на землю. Басрийцы потерпели полное поражение. Таким образом власть Али упрочилась.

#### Сиффинская битва. Хариджиты
В январе 657 года Али перебрался в Куфу, сделавшуюся с этого времени его резиденцией. По мере того как ему присягали дальние провинции Халифата, его силы росли. Вскоре в распоряжении Али оказалась 50-тысячная армия. В апреле он выступил в поход в Сирию, возле Ракки переправился через Евфрат и встретился с Муавией близ селения Сиффин. При описании сиффинского сражения Ибн Джарир ат-Табари сообщает, что большую часть сторонников Али составляли мединцы и ансары. Согласно аль-Масуди на стороне Али в битве участвовали 87 человек, сражавшихся в прошлом при Бадре, среди которых было 17 мухаджиров и 70 ансаров.
Решающее сражение началось утром 19 июля 657 года и продолжалось девять дней с перерывами на ночь и для молитвы. На второй день сражения правое крыло войска халифа под командованием Малика аль-Аштара и центр под командованием самого Али разбили и потеснили войско Муавии. Ожесточённость сражения нарастала с каждым днём. В боях вместе с рядовыми с обеих сторон гибли также знатные люди. Сирийцы потеряли Убайдуллаха ибн Умара (сына халифа Умара), павшего в поединке с аль-Аштаром, и главу сирийских йеменитов Зуль-Кала; иракцы потеряли Аммара ибн Ясира, а в один из последних дней при попытке прорваться к шатру Муавии погиб Абдуллах ибн Будайл. Исход сражения складывался неудачно для мятежников, победа склонялась к Али. Положение спас Амр ибн аль-Ас, предложивший приколоть на копья свитки Корана. Бой сразу прекратился, Али обратился за советом к предводителям войска, но одни выступали за перемирие, другие — за продолжение сражения. После короткого раздумья Али произнёс: «Был я вчера повелевающим, а сегодня стал повелеваемым, был распоряжающимся, а стал распоряжаемым. Вы хотите остаться в живых, и я не могу вести вас к тому, что вам претит». В Сиффинской битве Али потерял 25 тыс., а Муавия 45 тыс. человек.

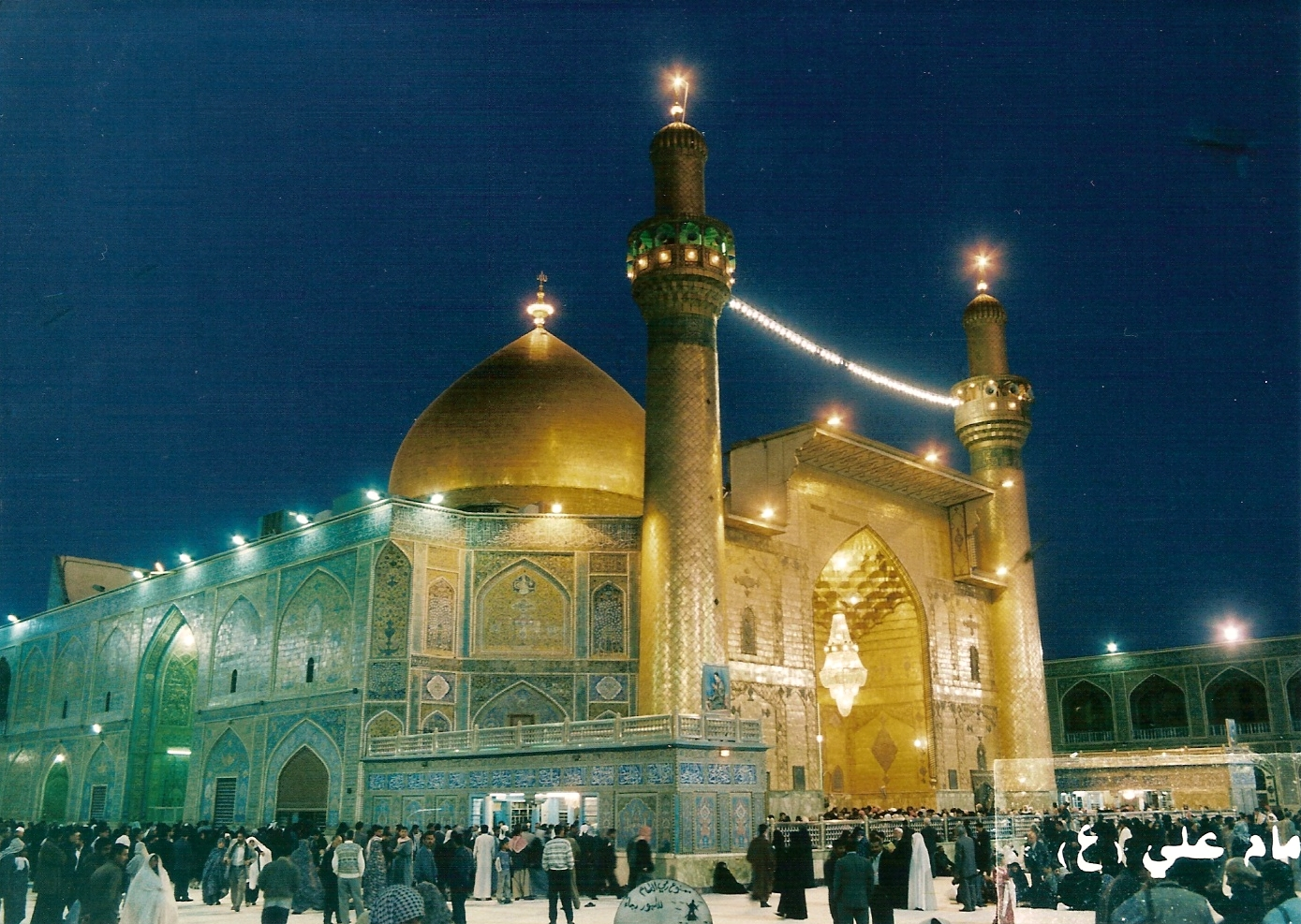
Мечеть в Эн-Наджафе. Предполагаемое место погребения Али

Муавия сохранил свою армию, а в стане Али начался раскол: часть солдат (12 тысяч) возмутились его нерешительностью и покинули лагерь — их стали называть хариджитами.

### Гибель

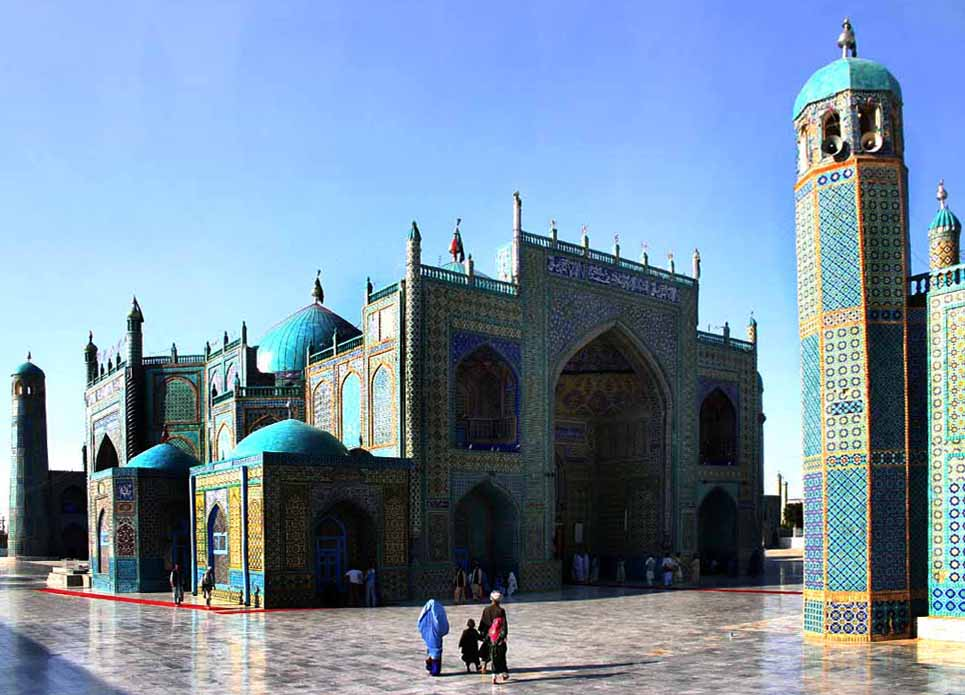
Голубая мечеть в Мазари-Шарифе, второе предполагаемое место погребения Али

Согласно шиитской историографии, задолго до смерти Али знал о том, что будет убит, поскольку Мухаммед сказал ему об этом, и он сам предчувствовал это. Ряд авторов (Ибн Сад аль-Багдади; аль-Балазури; аль-Мубаррад; аль-Масуди; аль-Исфахани; Ибн Шахрашуб), исходя из многочисленных преданий, утверждают, что Мухаммед (или Али) полагали, что борода последнего будет окрашена кровью, текущей из его головы. Хариджиты, избегшие смерти у ан-Нахравана, приняли решение убить в одно назначенное время «виновников» раскола мусульманской общины — Али, Муавию и Амра ибн аль-Аса. Один из заговорщиков Абдуррахман ибн Мулджам ко всему прочему повстречал членов племени Тайм ар-Рибаб, в том числе женщину Катами бинт аш-Шиджну, потерявшую при Нахраване сразу отца и брата. Ибн Мулджам попросил её руки и сердца, и она согласилась при условии получения свадебного подарка, состоящего из 3 тыс. дирхамов, раба и убийства Али (девушка желала мести за гибель родных).
В ночь на 22 января 661 года три заговорщика, в том числе Ибн Мулджам, остались в соборной мечети Куфы среди множества остававшихся там до утренней молитвы. На рассвете Али провозгласил призыв к молитве и вошёл внутрь мечети. Ибн Мулджам и один из сообщников бросились на халифа с криком: «Суд принадлежит Аллаху, а не тебе, Али, и не твоим людям с мечами!» Сообщник промахнулся, в то время как Ибн Мулджам нанёс Али смертельное ранение отравленным кинжалом. Сообщникам удалось бежать, а Ибн Мулджама схватили и подвели к халифу. Али сказал: «Душу за душу, если умру, то убейте, а если останусь, то сам разберусь с ним». Что касается Муавии и аль-Аса, то им удалось избежать смерти. Муавия получил легкое ранение в ногу, а вместо Амра был убит его приближенный Хариджа ибн Хузафа, которого хариджитский убийца принял за него.
Али позвал к себе сыновей Хасана и Хусейна и дал им последнее наставление: быть стойкими в благочестии и смирении, и добрыми к своему младшему брату, сыну его жены, имя которой Ханафия. После этого он составил завещание и продолжал повторять шахаду и имя Аллаха до последней минуты. В последние минуты жизни, собрав вокруг себя своих близких, Али давал наставления и оставил завещание для мусульман. Вечером 23 января, в ночь на 24-е рамадана халиф Али ибн Абу Талиб скончался.
Али похоронили близ Куфы. Место его захоронения держалось в секрете, но в правление аббасидского халифа Харуна ар-Рашида его могила была выявлена в нескольких милях от Куфы и вскоре было построено святилище, вокруг которого вырос город Эн-Наджаф.

## После смерти

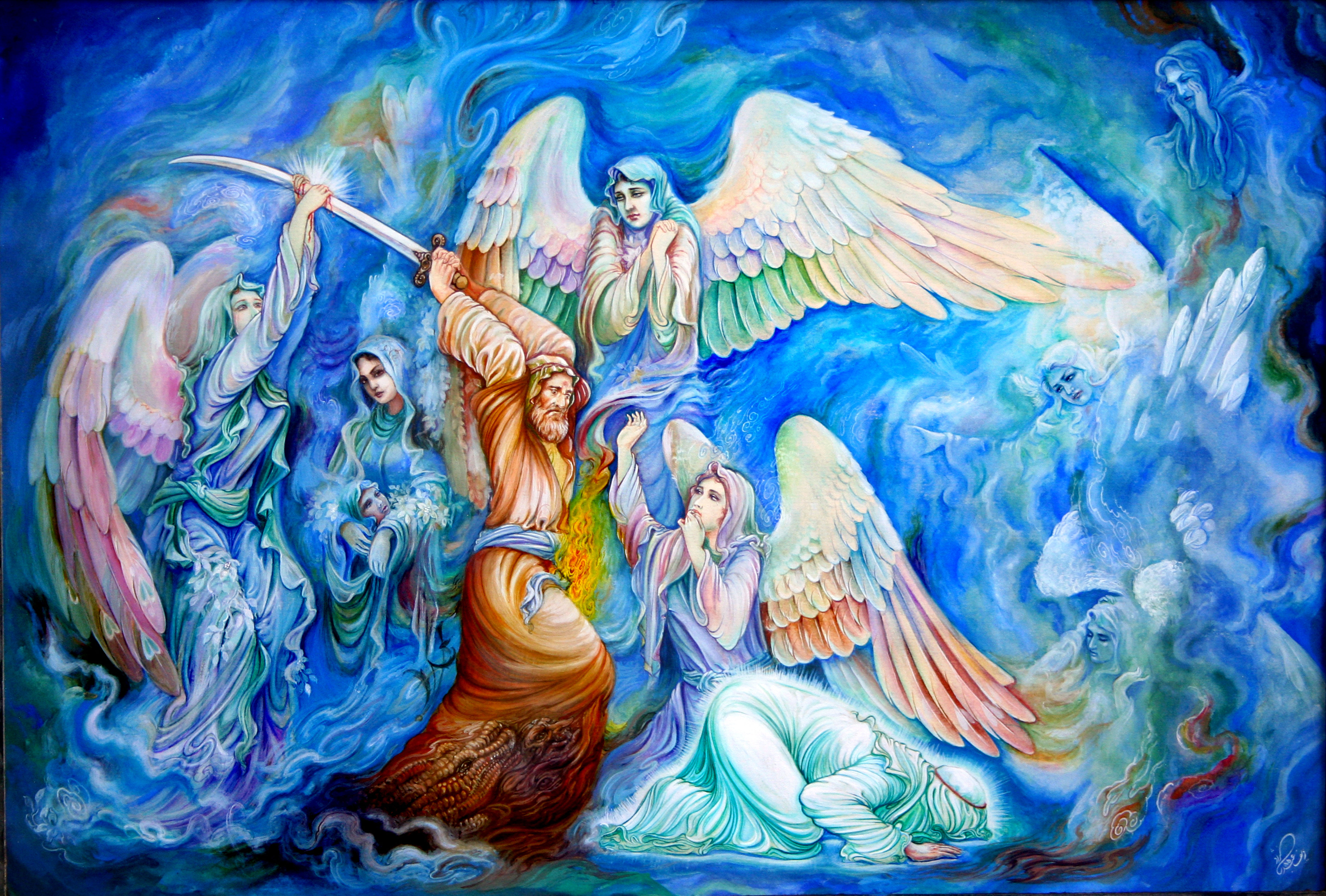
Мученичество Али ибн Абу Талиба — Сопряжение: Юсеф Абдинежад — (Yousef Abdinejad)

Враги называли Али «Абу Тураб» («Отцом праха», или правильнее «пыльный», «обсыпанный пылью»). Происхождение этого прозвища связано с одним мусульманским преданием, согласно которому Али, чем-то сильно опечаленный, сидел в пыли. Это увидел Мухаммед, который проходил мимо. Любя давать своим друзьями шутливые прозвища, он будто бы воскликнул «Вставай, о Абутураб!». Сторонники Омейядов называли шиитов презрительно абутураби «последователи обсыпанного пылью». Согласно одной версии, имя дано Мухаммедом и имеет позитивное толкование. Сообщается, что перед смертью в 664 году Амр ибн аль-Ас признал свои грехи и сожалел о том, что несправедливо обошёлся с халифом Али. Пришедший к власти Муавия основал династию Омейядов, которая находилась у власти в халифате почти 90 лет. В течение последующих лет после убийства Али преемники Муавии проклинали память Али в мечетях и на торжественных собраниях, а последователи Али отплачивали тем же трём первым халифам, как узурпаторам, и Муавии. Есть известия, что омейядский халиф Умар II, правивший в 717—720 годах, запретил проклинать Али во время пятничного богослужения в мечетях, но Бартольд замечает, что сведения о проклинании Али имеются и после смерти Умара II, и заключает:

Если при последних Омейядах государи уже отказались от этих проклятий, не соответствовавших больше общему настроению, то вполне возможно, что в отдалённых провинциях прежний обычай продолжал соблюдаться. Такие народные произведения, как роман об Абу Муслиме, исходят из предположения, что память «Абу-Тураба» продолжали проклинать в мечетях вплоть до падения династии Омейядов, хотя в то время не все уже помнили, что Абу Тураб и Али — одно и то же лицо.

## Али как личность
В истории ислама Али является трагической фигурой. Кроме Мухаммеда, нет никого в истории ислама, о котором столько написано в исламской литературе, как об Али. Источники соглашаются, что Али был глубоко религиозным человеком, преданным делу ислама и идеи верховенства правосудия в соответствии с Кораном и сунной. Они изобилуют сообщениями о его аскетизме, неукоснительном соблюдении религиозных догм и отрыве от мирских благ. Некоторые авторы отмечают, что ему не хватало политического мастерства и гибкости.

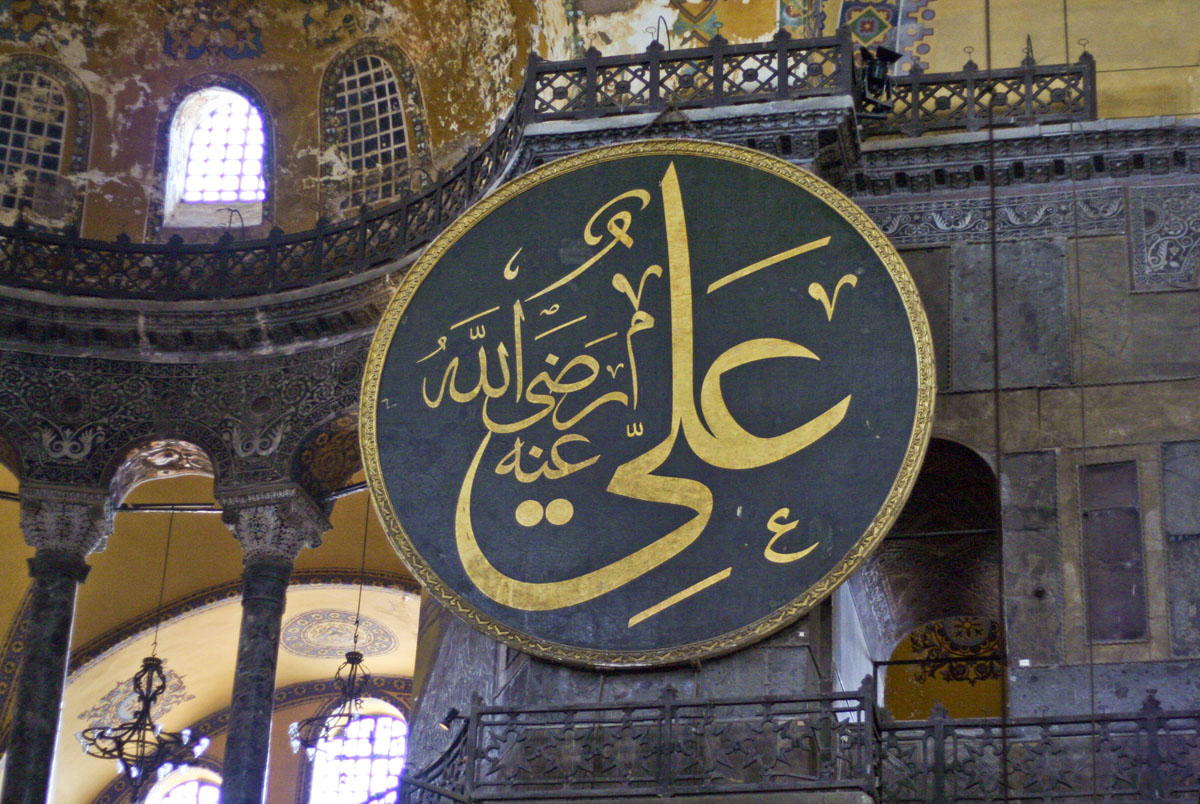
Исламская каллиграфия в Соборе Святой Софии (Мустафа Иссад Эффенди)

Али почитаем как у шиитов, так и у суннитов. Основатель шиитской династии Сефевидов шах Исмаил I Хатаи принял титул саги-дари Али (страж, или, буквально, «собака дверей Али»). На серебряной монете, чеканенной в правление шаха Исмаила I в Тебризе в 1510—1511 годах, Али восхвалялся:
Призови Али, проявителя чудес,

Ты найдёшь его себе опорой в печали.

Вся забота и горе исчезнут

С твоим покровительством, о Али, о Али, о Али!

## Семья и потомки

### Жёны и дети
- 1-я жена, Фатима:[44]
  - Хасан
  - Хусейн
  - Умм Кульсум бинт Али
  - Зайнаб бинт Али
- 2-я жена, Хаула, дочь Кайса аль-Ханафи:
  - Мухаммад
- 3-я жена, Умм аль-Банин, дочь аль-Махла аль-Килаби:
  - Аббас аль-Акбар
  - Абдуллах
  - Усман аль-Акбар
  - Джафар аль-Акбар
  - Умар
- 4-я жена, ас-Сахба умм Хабиб, дочь Рабиа ат-Таглиби:
  - Амр аль-Акбар
- 5-я жена, Лайла, дочь Масуда ат-Тамими:
  - Абу Бакр
  - Убайдаллах
- 6-я жена, Асма, дочь Умайса аль-Хасамия:
  - Яхья
  - Аун
- 7-я жена, Умама, дочь Абуль-Аса ибн ар-Рабиа, внучка Мухаммеда и Хадиджи (дочь их старшей дочери Зейнаб):
  - Мухаммад аль-Асгap
- От других жен:
  - Джафар аль-Асгар
  - Мухаммад аль-Аусат
  - Аббас аль-Асгар
  - Умар аль-Асгар
  - Усман аль-Асгар

### Потомки
В 624 году после битвы при Бадре Мухаммед выдал за Али свою дочь Фатиму. К ней сватались многие известные люди, которым она отказала. При сватовстве Али она молчанием согласилась выйти замуж за него. Согласно преданию, их брак был заключён сперва на небесах, где Аллах был попечителем (вали), Джибриль — хатибом, ангелы — свидетелями, а махром являлись половина земли, ад и рай. В браке у них родились пятеро детей: сыновья Хасан, Хусейн и Мухсин (скончался в младенчестве), а также дочери Умму-Кульсум и Зайнаб.
Свою дочь Зайнаб Али выдал замуж за своего племянника Абдуллаха ибн Джафара.
Хасан и Хусейн почитаются в шиитском исламе как второй и третий имамы соответственно. Хусейн погиб в бою против армии халифа Язида. Остальные девять шиитских имамов являются прямыми потомками Али от его сына Хусейна.
Праправнук Али от Хасана — Идрис I основал город в Фес (ныне Марокко), став родоначальником династии Идрисидов, правившей на западе Северной Африки до X века.
Потомками Мухаммада от его дочери Фатимы и Али считали себя династия Фатимидов, правившая в Египте (см. Фатимидский халифат).
Утвердившаяся в XVI веке в Иране династия Сефевидов стала приписывать себе сеидское происхождение. Согласно передаваемой генеалогии, основатель династии Сефи ад-Дин происходил в 21 поколении от седьмого имама шиитов-двунадесятников Мусы аль-Казима, и приходившимся потомком Али и Фатимы в пятом колене. В октябре 1979 года во время визита президента Ирака Саддама Хусейна в Эн-Наджаф было объявлено, что он приходится прямым потомком Али, являясь дальним родственником имама Хусейна.

## Память
- Город Хайдарабад — административный центр 29-го штата Индии Телангана — носит имя халифа Али, известного под прозвищем Хайдар (лев).
- В Иране именем Али назван Армейский офицерский университет, одноимённая станция метро[англ.] и шоссе[перс.]
- В Тегеране существует Музей имама Али[перс.].
- В бакинском посёлке Бузовна (Азербайджан), городе Захедан (Иран) и в Бишкеке (Кыргызстан) есть Мечеть Али ибн Абу Талиба.
- В Гамбурге (Германия) расположена иранская Мечеть имама Али.
- В Иране об Али были сняты телесериал «Имам Али»[перс.]. Также об Али снят художественный фильм «Лев Аллаха» (Al-Nebras).
- Издана Энциклопедия имама Али в 13 томах Научно-исследовательским институтом гуманитарных наук и исследований в области культуры. В Институте действует Центр изучения имама Али.

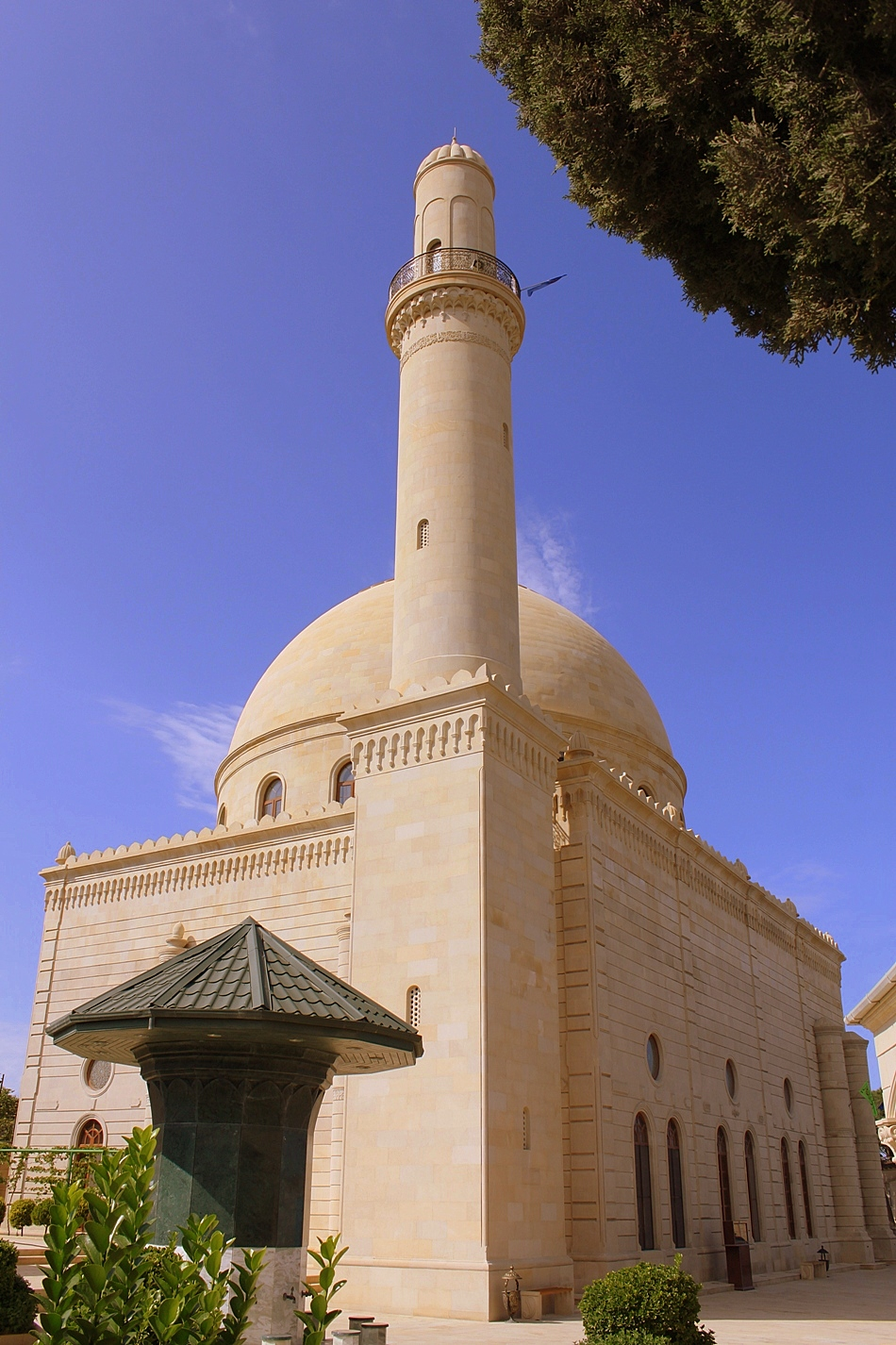
Пятничная мечеть Али ибн Абу Талиб, Бузовна (Азербайджан)
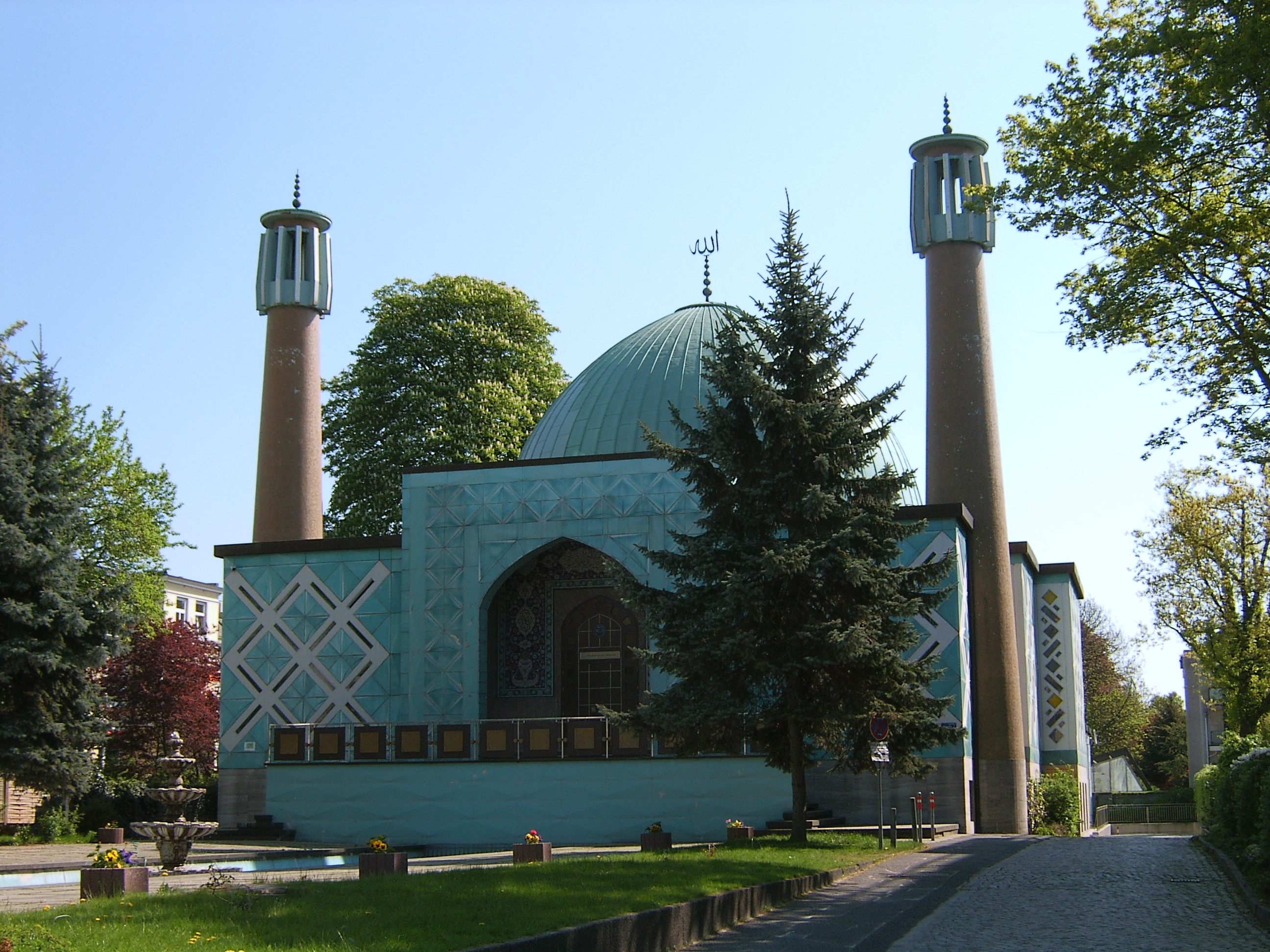
Мечеть имама Али, Гамбург (Германия)
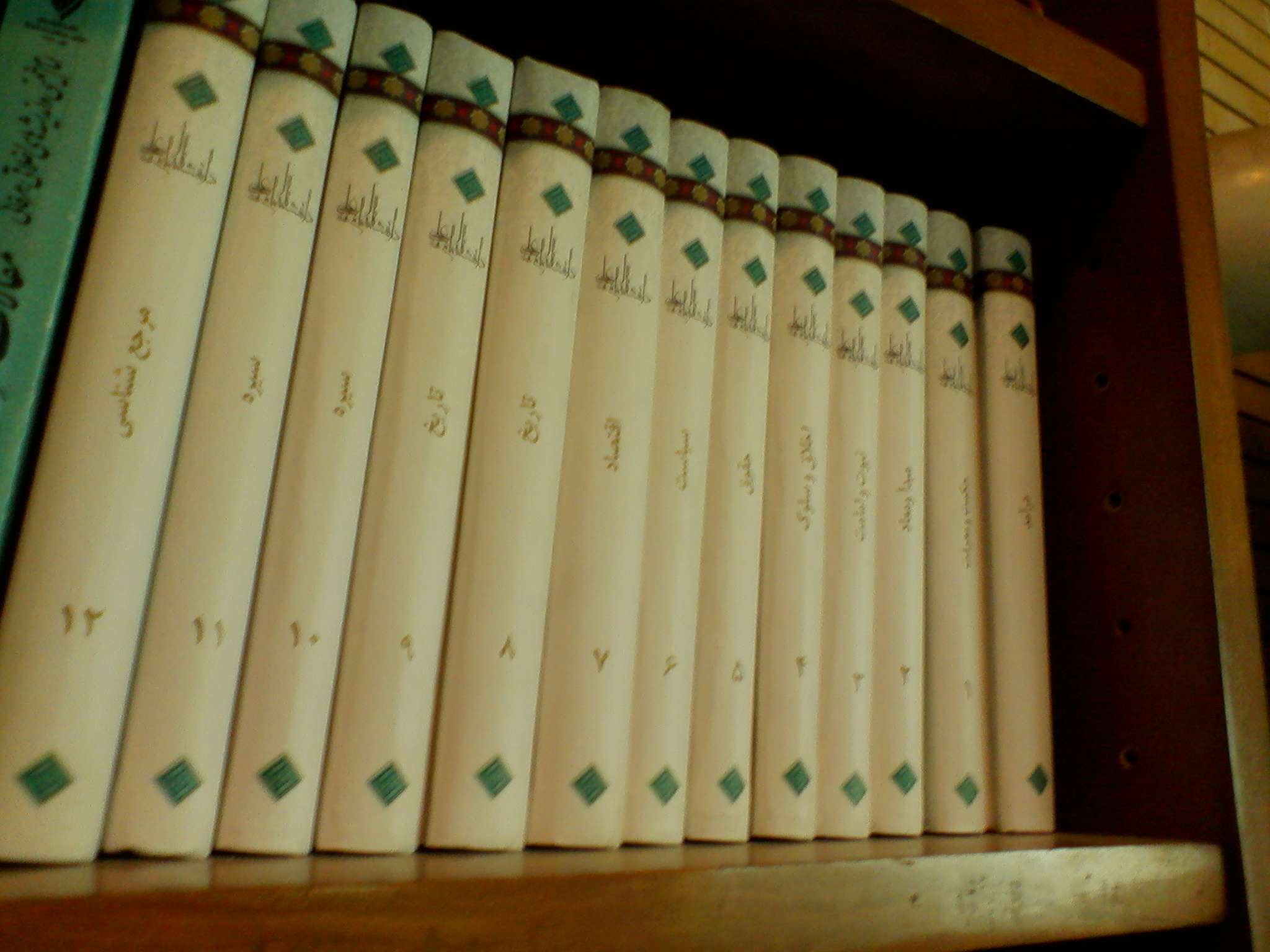
Энциклопедия имама Али